# Fernando Nélson
Fernando Nélson Jesus Vieira Alves (Porto, 5 novembre 1971) è un ex calciatore portoghese, di ruolo difensore. Ha un fratello gemello, Albertino, ex-calciatore.

## Carriera

### Club
Durante la sua carriera ha giocato con varie squadre di club, tra cui anche il Porto, con cui conta 32 presenze.

### Nazionale
Conta 11 presenze con la Nazionale portoghese.

## Palmarès

### Club

#### Competizioni nazionali
- Campionato portoghese: 1

Porto: 1998-1999
- Coppa del Portogallo: 3

Sporting CP: 1994-1995
Porto: 1999-2000, 2000-2001
- Supercoppa di Portogallo: 4

Sporting CP: 1995
Porto: 1998, 1999, 2001

### Nazionale
- Campionato mondiale Under-20: 1

Portogallo 1991